# Kvalt i kvælstof?
|  | Denne artikel er oprettet af botten Steenthbot ud fra en ekstern database. Den kan derfor have sproglige fejl eller mangler. Denne skabelon kan fjernes efter kontrol af indholdet. |

Kvalt i kvælstof? er en dansk dokumentarfilm fra 1988 instrueret af Jan Larsen.